# Giran
Giran es una película del año 2009.

## Sinopsis
Edificado en los albores del siglo XX, el barrio de Garden City era una pequeña zona residencial que lindaba con el centro de El Cairo y donde vivían líderes políticos internacionales. Giran nos lleva de la mano por el barrio tal como es hoy. Cruzamos mansiones abandonadas, lujosos salones, embajadas, tiendas o azoteas donde vive una familia al completo. Las casas y los ocupantes, testigos de los cambios de la Historia, cuentan relatos de rupturas, esperanzas y supervivencia.